# Hans-Walter Eigenbrodt
Hans-Walter Eigenbrodt (4 agosto 1935 – 29 marzo 1997) è stato un calciatore tedesco, di ruolo difensore.

## Carriera
Vinse un campionato tedesco nel 1959 con la maglia dell'Eintracht.